# Polystichum kalambatitrense
Polystichum kalambatitrense är en träjonväxtart som beskrevs av Tard. Polystichum kalambatitrense ingår i släktet Polystichum och familjen Dryopteridaceae. Inga underarter finns listade.